# Konvektor (vytápěcí těleso)

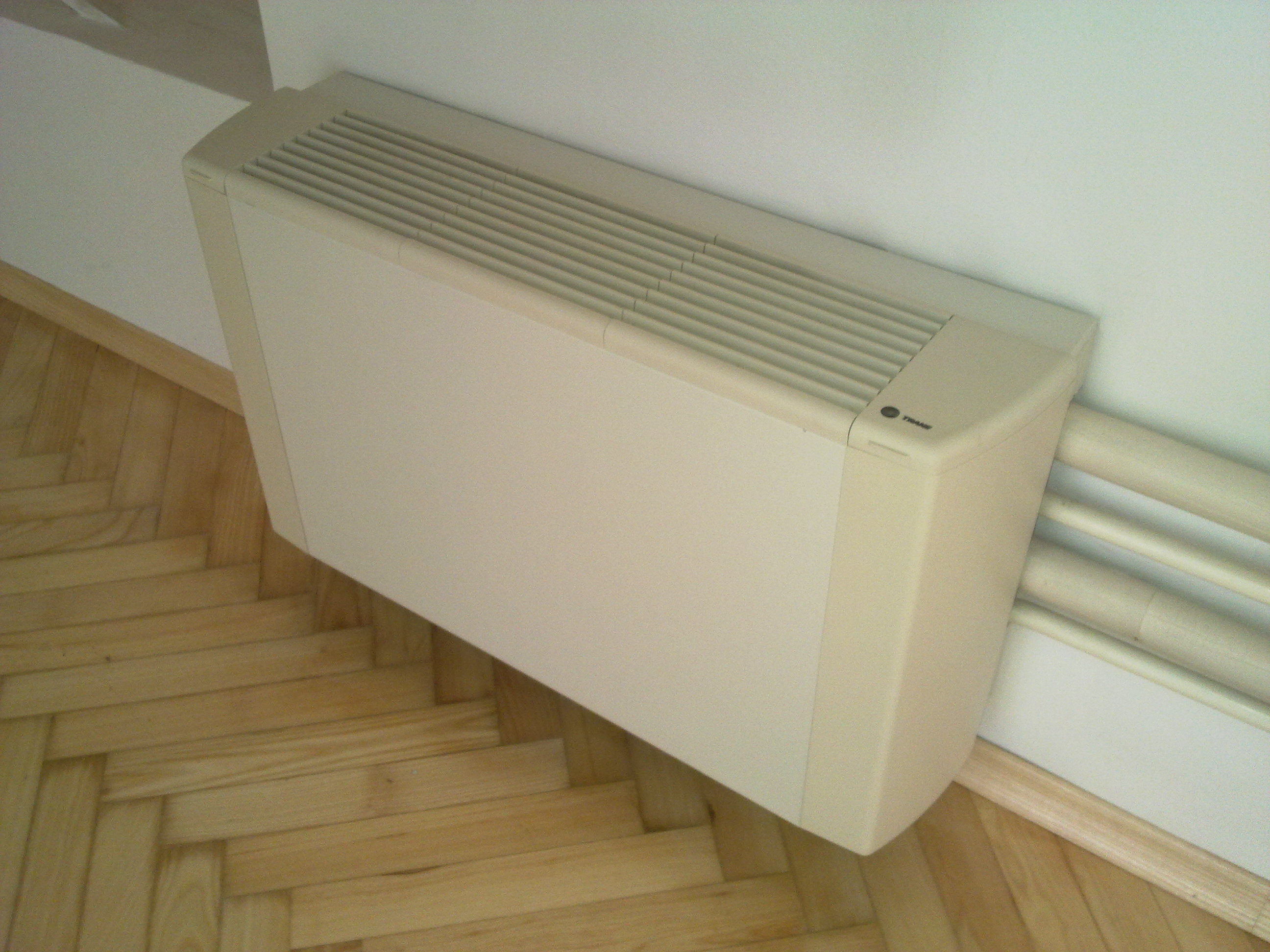
Nástěnný teplovodní konvektor

Konvektor je druh otopného tělesa vytvářející ohřátý vzduch který je dále distribuován do interiéru. Slouží jako tepelný výměník, který teplo přenáší pomocí proudění (konvekce). Nepočítá se u nich se sálavou složkou jako u deskových, trubkových či panelových topení. Ohřátý rovnoměrně proudící vzduch z konvektoru tak může být pro mnohé příjemnější a přirozenější formou vytápění než horké topení.
K cirkulaci tepla dochází pomocí teplé vody, která ohřeje tepelné těleso, které přenáší teplo do vzduchu. Vzduch z konvektoru prochází mřížkou a stoupá postupně ke stropu – chladne. Teplý vzduch při tom vytlačuje studený vzduch dolů, kde je nasávání pro ohřátí konvektorem.

## Dělení
Konvektory dělíme podle následujících principů na několik typů:
- Dle umístění: nástěnné, podparapetní, samostojné, zapuštěné (podlahové, stropní, stěnové)
- Dle principu ohřevu
  - Teplovzdušné – otopné těleso není napojeno na systém vytápění a teplo si vytváří samostatně pomocí elektrické energie
  - Teplovodní – otopná tělesa zapojena do systému vytápění se vzdáleným topidlem
- Dle rychlosti cirkulace
  - Bez ventilátoru – přirozené proudění vzduchu
  - S ventilátorem – zvýšená cirkulace teplého vzduchu